# حمله اعراب به کرمان

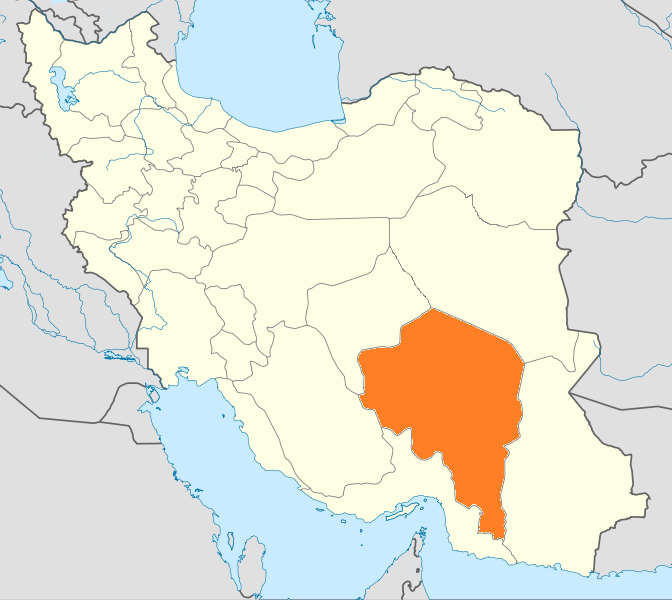
استان کرمان

شهر کرمان در نخستین روز تابستان سال ۶۵۴ میلادی (در آن سال؛ ۲۲ ژوئن و برابر یکم تیرماه) به تصرف عرب درآمد که «مجاشع بن مسعود سلمی» فرماندهی آنان را بر عهده داشت. مؤلف تاریخ «منتظم ناصری» وقوع این رویداد را سال ۶۵۱ میلادی مطابق سال ۳۱ هجری ذکر کرده‌است. هنگام تصرف کرمان، هنوز یزدگرد سوم ـ شاه ساسانی ـ زنده و در شهر مرو بود که وی نیز در همین سال ترور شد.
«مجاشع» پس از تصرف کرمان و دعوت شهروندان به اسلام، به دلایل امنیتی اجازه نداد که سپاهیانش در شهر مستقر شوند؛ زیرا شنیده بود که کرمانیان به آیین زرتشت تعصب می‌ورزند و شدیداً ناسیونالیست هستند؛ بنابراین، لشکریان او در یک روستای کوچک در چهار فرسنگی جنوب شهر کرمان (که بعداً معروف به قنات غسّان شد) خیمه زدند و مستقر شدند. سپس نواحی دیگر کرمان تا «سند» به تصرف مسلمانان درآمد، ولی همچنان شهر کرمان مرکز حکومت منطقه بود.
با وجود سقوط شهر کرمان؛ تا سالها، بسیاری از مناطق کوهستانی ایالت کرمان تسلیم نشده بودند از جمله منطقه «راین Rayen» که دژی مستحکم داشت، و در دامنه کوه هزار واقع شده‌است.
در آن زمان فرماندهی سپاه فاتح برای سکونت عربهای مهاجر که همیشه در پی لشکر در حرکت بودند «قریة العرب» را در ایالت کرمان ساخت که کرمانیان آن را «ده تازیان» می‌نامیدند و هنوز هم بعضی از مردم به همین نام می‌خوانند.
در همین سال (۶۵۴ میلادی) سرزمین‌های شرقی دیگر ایران از جمله سیستان، قندهار و کابل به دست اعراب افتاد که شهر زرنگ (زرنج) به عنوان حکومت نشین آنها تعیین شده بود.
دربارهٔ احساسات شدید ناسیونالیستی کرمانیان نوشته‌اند که مردم این استان که در سابق وسیعتر و شامل قسمتی از سواحل دریای عمان بود و همچنین کرمان در آن زمان دارای یکی از بزرگ‌ترین ارتش‌های ایالتی آسیا بود